# Rossie (Iowa)
Rossie est une ville du comté de Clay, situé en Iowa, États-Unis. La population était de 58 habitants lors du recensement de 2000.

## Géographie
Rossie est située à 43° 00′ 48″ N, 95° 11′ 21″ O .
Selon le bureau de recensement des États-Unis, la ville a une aire totale de 2,2 km², entièrement sur la terre.